# Широких, Николай Иванович
Николай Иванович Широких (17 июля 1926 года, село Раздорное, Белгородская область — 20 января 1991 года, Владивосток) — бригадир портовых рабочих Владивостокского морского рыбного порта Министерства рыбного хозяйства СССР, Приморский край. Герой Социалистического Труда (1971).

## Биография
Родился в 1926 году в крестьянской семье в селе Раздорное Белгородской области. Проходил срочную службу на Тихоокеанском флоте. Участвовал в Великой Отечественной войне. Воевал против японских войск на Дальнем Востоке. После демобилизации остался во Владивостоке, где работал во Владивостокском морском рыбном порту. Позднее был назначен бригадиром портовых рабочих.
В 1970 году бригада Николая Широких досрочно выполнила плановые производственные задания Восьмой пятилетки (1965—1970). Указом Президиума Верховного Совета СССР от 26 апреля 1971 года «за выдающиеся успехи, достигнутые в выполнении заданий пятилетнего плана по развитию рыбного хозяйства» удостоен звания Героя Социалистического Труда с вручением ордена Ленина и золотой медали Серп и Молот.
В 1986 году вышел на пенсию. Проживал во Владивостоке, где скончался в 1991 году.
Награды
- Герой Социалистического Труда
- Орден Ленина
- Орден Отечественной войны 2 степени (11.03.1985)
- Орден Трудового Красного Знамени (02.03.1957).